# Villeneuve-sur-Yonne

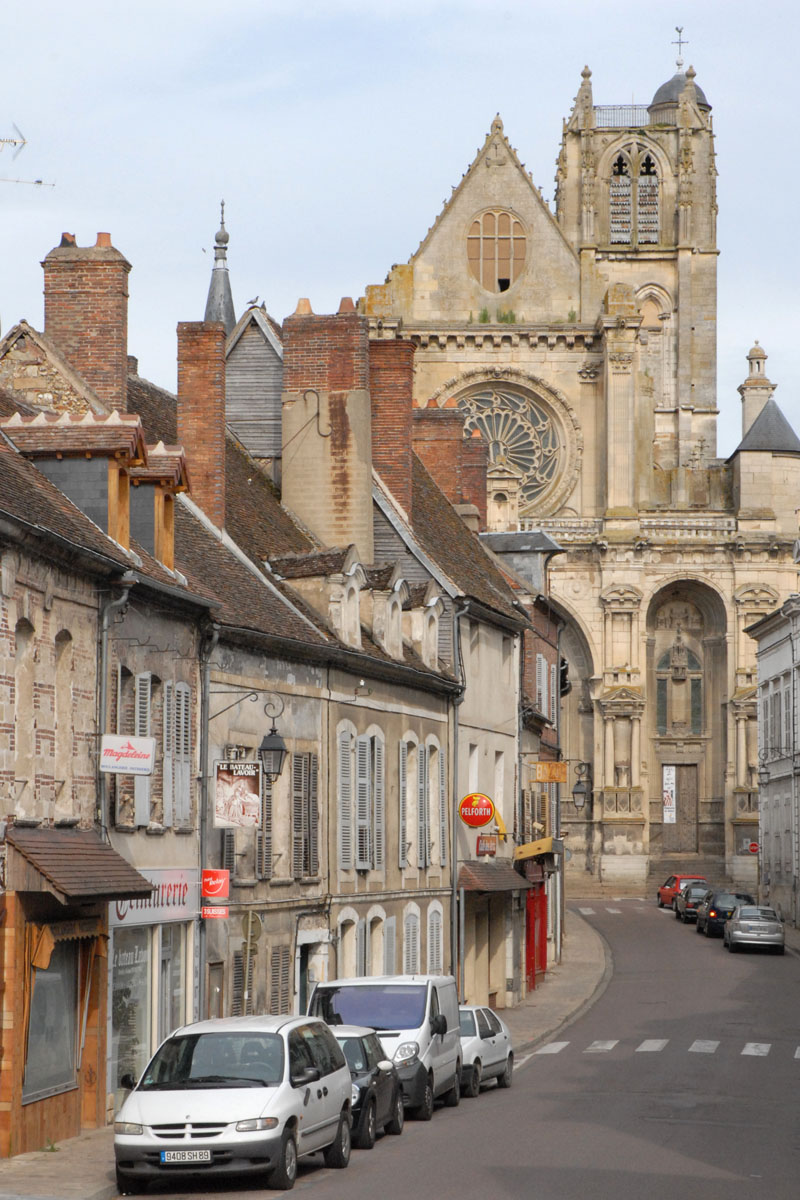

Villeneuve-sur-Yonne là một xã trong tỉnh Yonne, thuộc vùng Bourgogne-Franche-Comté của nước Pháp, có dân số là 5404 người (thời điểm 1999).

## Các thành phố kết nghĩa
- Braubach, Đức
- Horní Bříza, Cộng hòa Séc
- Collingham, Vương quốc Anh

## Những người con của thành phố
- Joseph Joubert (1754-1824)
- Marcel Petiot (1897-1946)